# Itiquira
Itiquira là một đô thị thuộc bang Mato Grosso, Brasil. Đô thị này có diện tích 8638,691 km², dân số năm 2007 là 12159 người, mật độ 1,41 người/km².